# Murat Sağlam
Murat Sağlam (* 10. April 1998 in Hameln, Deutschland) ist ein türkischer Fußballspieler.

## Karriere

### Verein
Sağlam, Sohn türkischer Eltern, kam 1998 im niedersächsischen Hameln auf die Welt. Wo er auch mit dem Vereinsfußball begann, nach einem Probetraining im Alter von sechs Jahren in der Jugend von ESV Eintracht Hameln. Für seinen ersten Jugendverein spielte er sieben jahrelang und wechselte über die SpVgg Preußen Hameln, HSC BW Tündern und nach fünf bis sechs Probetrainings bei VfL Wolfsburg in die Nachwuchsabteilung der Wölfe. Bis 2017 durchlief er die B- und A-Junioren der Wolfsburger. In der Saison 2015/16 bestritt er sein Vereinseuropapokalspieldebüt in der UEFA Youth League. In der Spielzeit 2016/17 verhalf Sağlam in 23 A-Junioren-Ligaspieleinsätzen mit vier Toren und zehn Torvorbereitungen mit die Nord/Nordost-Staffelmeisterschaft der A-Junioren-Bundesliga zu gewinnen. 2017 stieg er in die Zweitmannschaft von Wolfsburg (VfL Wolfsburg II bzw. VfL Wolfsburg U23) auf und entwickelte sich zu einem bedeutenden Fußballspieler der Mannschaft. Sağlam nahm mit der Mannschaft in den Saisons 2017/18 und 2018/19 am internationalen U23-Fußballwettbewerb des Premier League International Cups teil. In seiner letzten Spielzeit (2018/19) für die Zweitmannschaft von VfL Wolfsburg steuerte er in 25 Regionalligaspieleinsätzen sechs Tore und vier Assists zur erfolgreichen Regionalliga-Nord-Meisterschaft bei.
Nachdem sein Vertrag bei den Wolfsburgern ausgelaufen war, sollte Sağlam anfänglich im Juni 2019 ablösefrei zum schwarzmeer-türkischen Verein Trabzonspor wechseln, wo sich beide Parteien zu einer Zusammenarbeit schlussendlich nicht einigen konnten. Stattdessen unterschrieb der damalige türkische U21-Nationalspieler Mitte Juni 2019 beim türkischen Erstligisten Fenerbahçe Istanbul einen Dreijahresvertrag mit einer Option für eine weitere Spielzeit. Im Oktober 2019 bestritt Sağlam für die Profimannschaft der Gelb-Dunkelblauen im türkischen Pokalwettbewerb sein Pflichtspieldebüt und später im Juli 2020 bestritt er mit 22 Jahren auch sein Ligaprofidebüt in der höchsten türkischen Ligaspielklasse der Süper Lig beim 2:1-Sieg gegen Göztepe Izmir.

### Nationalmannschaft
Sağlam begann im November 2015 seine Nationalmannschaftskarriere mit zwei Spielen bei den U18-Junioren der Türkei und durchlief zwischen 2015 und 2019 die türkischen Nachwuchsnationalmannschaften von der U18 bis U19 und die U21.

## Erfolge
- VfL Wolfsburg
  - Zweitmannschaft (U23)
    - Meister der Regionalliga Nord: 2018/19

  - U19-Junioren
    - Meister der Staffel Nord/Nordost der A-Junioren-Bundesliga: 2016/17
    - Spax-Cup (Internationales U19-Turnier): Dritter 2017[11][12]